# إدواردو شوانك
إدواردو شوانك (بالإسبانية: Eduardo Schwank) (ولد في 23 أبريل 1986، في روساريو, الأرجنتين). هو لاعب كرة مضرب محترف.